# Lucas Damián Rodríguez
Lucas Rodríguez (Haedo, Buenos Aires, Argentina; 24 de febrero de 1986) es un futbolista argentino. Juega de delantero y su equipo actual es el San Simón de la Primera División de Perú. Su hermano menor es el futbolista Leandro Rodríguez.

## Clubes
| Club            | País      | Año         |
| --------------- | --------- | ----------- |
| Deportivo Morón | Argentina | 2003 - 2005 |
| Comunicaciones  | Argentina | 2008 - 2009 |
| Leandro N. Alem | Argentina | 2010 - 2011 |
| San Miguel      | Argentina | 2011 - 2012 |
| Cobresol        | Perú      | 2012        |
| Llaneros F. C.  | Colombia  | 2013        |
| San Simón       | Perú      | 2014 -      |